# Armando Velasco
Armando Velasco (Quito, Ecuador, 18 de enero de 1918 – Ciudad de México, México, 29 de septiembre de 1999), fue un actor ecuatoriano que trabajó en la llamada Época de Oro del cine mexicano. Ganador de dos premios Ariel y muy reconocido en varias cintas internacionales. También llegó a filmar en Hollywood, Francia y España en donde obtuvo gran éxito.

## Biografía
Armando Velasco nació el 18 de enero de 1918 en Quito de Ecuador. Su familia se trasladó a Ciudad de México. De ascendencia española y cubana, obtuvo la nacionalidad mexicana en 1936, siendo el primer actor ecuatoriano en tener la oportunidad en trabajar su época dorada ya que la mayoría hace una prolífica carrera.
Empezó como actor, aun siendo muy niño, en el Teatro Ecuatoriano en 1927 con Los Hermanos Arraiga haciendo varias obras clásicas como: Don Quijote de la Mancha, Los Tres Mosqueteros y Las Cinco Advertencias de Satanás.
Siendo muy joven viajó a Hollywood para rodar la cinta Cimarrón (película de 1931) como extra. Después del éxito debutó en el filme clásico mexicano Vámonos con Pancho Villa, dirigida por Fernando de Fuentes, en donde obtuvo un papel importante. En 1945 viajó por primera vez a Cuba para protagonizar el filme  Los Cañones De San Juan. Después bajo la dirección de Emilio Gómez Muriel protagonizó dos secuelas: La Isla de Fuego (1948) y La Isla del Tesoro (1948). En 1949 fue ganador del premio Ariel en la academia del cine con la cinta Río Sangriento (Película de 1947), dirigida por Emilio Gómez Muriel. En los años 50 participó en varias cintas, entre las que destacan producciones fílmicas cubanas como: La piel desnuda (1950) con Ninon Sevilla. Con el éxito de las cintas que filmó en 1952 como Konga Negra una obra grandiosa considerada una gloria del llamado Cine de rumberas; As de Fuego (película) (1953),  luego en Rosalía  al lado de Dolores del Río y más tarde viajó a Colombia para rodar la cinta Tierra Pasional dirigida por Emilio Fernández, misma con la que obtuviera varias oportunidades fílmicas, como en: Abismos de Amor, en donde trabajaría con el actor y paisano Arturo de Córdova, del director chileno Tito División. 
Rodó en Italia el filme La Pasión Sangrienta, con la nueva belleza de los años 50, Miroslava Stern, a quien también tuvo como pareja fílmica en Un Corazón entre Amores. Posteriormente, en 1953, obtuvo dos premios Ariel en las cintas: Raíces, largometraje en donde también tuvo un papel importante para su prolífica carrera, dirigida por Benito Alazraki. Luego participó en la cinta La red, con Rossana Podestá, siendo la película más taquillera de la época, con la que ganó su única Palma de Oro. Después de este éxito, consigue un rol protagónico, bajo la dirección del español Juan Orol, en la famosa película La diosa de Tahití, también conocida como Los chacales de la Isla Verde, junto a la rumbera exótica de origen cubano, Rosa Carmina. 
Un año después tuvo la oportunidad para el filme Sandra, la mujer de fuego (1954). En ese mismo año filma en España un papel importante Tierra fuga, dirigida por Roberto Gavaldón, marcando el primer premio del Festival Internacional de Cine de San Sebastián. Luego actuó en la cinta El Jardín de Cristo (1954), filmada en Cuba. A partir de esa película hace viajes a Puerto Rico, en donde tuvo un hijo con la actriz Leticia Palma. En 1957 asumió un papel en El Tesoro de Pancho Villa, dirigida por Chano Urueta. Tuvo una célebre actuación en el cortometraje-documental Los Muros Negros del Agua (1959), único papel protagónico bajo la dirección de Luis Buñuel, una obra de cine policíaco y de suspenso. 
A principios de los años 60 trabaja en la empresa de televisión estadounidense con el actor Ricardo Montalbán en el programa de terror The Rumies Attack, misma que hace las secuelas The Attack of the Center of the Earth y The Mansion of the Wolves en 1964. También alcanzó a llegar a ser productor de varias películas como: Tlayucan, Tiburoneros y Viento negro. En 1997 recibió el premio Ariel de Oro debido a una prolífica trayectoria. Trabajó en un centenar de películas y colaboró en varias series Televisivas como El Chicano (1997).
Falleció el 29 de septiembre de 1999 de un infarto en la Ciudad de México. Sus restos descansan en el Panteón Jardín del Ángel. Le sobreviven 3 hijos de Amalia Romano.

## Filmografía

### Películas
- Vámonos con Pancho Villa (1936)
- En tiempos de don Porfirio (1940)
- El gendarme desconocido (1941)

## Reconocimientos

### Premios Ariel
| Año  | Categoría    | Película       | Resultado |
| ---- | ------------ | -------------- | --------- |
| 1949 | Mejor Actor  | Río Sangriento | Ganador   |
| 1953 | Mejor Actor  | Raíces         | Ganador   |
| 1955 | Ariel de Oro | Trayectoria    | Ganador   |

### Festival Internacional de Cine de San Sebastián
| Año  | Categoría   | Resultado |
| ---- | ----------- | --------- |
| 1954 | Tierra Fuga | Nominado  |